# Coptodon flava
Coptodon flava é uma espécie de peixe da família Cichlidae.
É endémica de Camarões.